# プロ野球地域保護権
プロ野球地域保護権（プロやきゅうちいきほごけん）とは、1952年に日本プロフェッショナル野球協約第38条によって制定された、日本プロ野球機構の各球団の都道府県保護権をいう。地域フランチャイズ。保護地域における全てのプロ野球関連行事の独占権が球団に与えられる。

## 概要
- 各球団は都道府県単位の保護地域を持ち、公式戦ホームゲームの半数以上[1]を保護地域内の1個の専用球場で主催する義務を負う。ただし、実行委員会の承認を得てその数を変更することができる。
  - 当初、プロ野球の地域権は1チームにつき原則最大3都道府県までとしていたが、1972年にロッテオリオンズの専用球場だった東京スタジアムが閉鎖となった事例を受けて制限を強化し、1チーム1都道府県のみとすることになった[2]。
- 保護地域内で自球団主催の野球イベントを排他的に行い、利益を得ることができる。
- 対象となる都道府県に権利を持たない球団が、他球団の保護地域となっている都道府県で試合を開催したり野球関連のイベントを実施する場合は、当該都道府県にある全球団の許諾を得なくてはならない。
- 新規参入希望球団の地域保護権設定、あるいは本拠地移転や球団の統廃合に伴う保護地域の変更をする場合は、実施する前年11月30日までに実行委員会での4分の3以上の賛成票を得たうえで、オーナー会議での承諾を得ることが義務付けられている。

なお、これらは協約における記述であり一般的には専用球場は本拠地と呼ばれ、専用球場以外の野球場で行うことを地方開催と呼ぶ。各球団およびその親会社の経営戦略として、別の球場において恒例の試合開催を行っている事例を指して準本拠地と呼んでいる（呼ばれている）ことがあるが、対外的には地方開催と変わりない。また、その球場の所在地である都道府県を指して「この地域は球団の準フランチャイズである」という呼び方も存在する。これについては特例を除き地域保護権の対象外であるため、少なくとも野球協約上での権利行使は一切できない。また、本拠地については協約上の定義がないため、フランチャイズ（地域）や球場の両方で使用されるなど混同されている場合がある。

## 現在の保護地域・専用球場

### セントラル・リーグ
| 球団名                 | 保護地域 | 専用球場 （施設命名権名称）                     |
| ---------------------- | -------- | ----------------------------------------------- |
| 読売ジャイアンツ       | 東京都   | 東京ドーム                                      |
| 東京ヤクルトスワローズ | 東京都   | 明治神宮野球場                                  |
| 横浜DeNAベイスターズ   | 神奈川県 | 横浜スタジアム                                  |
| 中日ドラゴンズ         | 愛知県   | ナゴヤドーム （バンテリンドーム ナゴヤ）        |
| 阪神タイガース         | 兵庫県   | 阪神甲子園球場                                  |
| 広島東洋カープ         | 広島県   | 広島市民球場 （MAZDA Zoom-Zoom スタジアム広島） |

### パシフィック・リーグ
| 球団名                       | 保護地域 | 専用球場 （施設命名権名称）                   |
| ---------------------------- | -------- | --------------------------------------------- |
| 北海道日本ハムファイターズ   | 北海道   | エスコンフィールドHOKKAIDO                    |
| 東北楽天ゴールデンイーグルス | 宮城県   | 宮城球場 （楽天モバイルパーク宮城）           |
| 埼玉西武ライオンズ           | 埼玉県   | 西武ドーム （ベルーナドーム）                 |
| 千葉ロッテマリーンズ         | 千葉県   | 千葉マリンスタジアム （ZOZOマリンスタジアム） |
| オリックス・バファローズ     | 大阪府   | 大阪ドーム （京セラドーム大阪）               |
| 福岡ソフトバンクホークス     | 福岡県   | 福岡ドーム （みずほPayPayドーム福岡）         |

### 備考
阪神タイガースとオリックス・バファローズは2005年から2007年までの3年間、暫定措置として兵庫県と大阪府の2府県を保護地域（複保護地域=ダブル・フランチャイズ）としていた。
阪神は大阪ドームを1997年の開場以来、準本拠地と位置づけて使用している。阪神甲子園球場で高校野球（春の選抜および夏の全国大会）が行われる際にも大阪ドームを使用するが、2004年までは阪神が大阪府内で公式戦を開催するには、同年まで大阪府を保護地域としていた大阪近鉄バファローズの了承を得て書面による同意を交わす必要があった。しかし、2005年から3シーズンについては阪神・オリックス両球団に大阪・兵庫両府県での地域権が認められていたため、両球団は書面による同意を交わすことなく、折衝のみで大阪ドームと神戸総合運動公園野球場（当時の命名権名称、スカイマークスタジアム　以下、スカイマーク）の使用日程を調整していた。なお、暫定措置が終了した2008年以降は再び書面上の同意が必要となっている。
また、オリックスは2005年は大阪ドームを専用球場として登録したが、2006年は大阪ドームを運営する第三セクター「株式会社大阪シティドーム」が経営破綻し、その後の運営体制が不確定となったことから専用球場をスカイマークに変更して登録した。同年、オリックスの関連会社がシティドーム社の株式を取得して経営権が移されたことから、2007年は再び大阪ドームを専用球場として登録している。オリックスは2005年と2006年は大阪ドームとスカイマークでほぼ同数の主催試合を開催したが、2007年からスカイマークでの試合開催数を約20試合に削減した。当初、複保護地域の暫定措置が期限切れとなる2008年以降、スカイマークでの試合数は10試合前後まで削減し、最終的に大阪ドームに本拠地を一本化する予定であったが、大阪ドームでの試合では観客動員数が慢性的に伸び悩んでいたことなどから、オリックスは阪神に対し同年以降もスカイマークで20試合程度を開催できるよう要請している。一方の阪神もこれまで大阪ドームを開場以来、準本拠地として継続して使用していることから、引き続き協力する旨を明らかにしている。そのことから2008年も2007年並に阪神は大阪ドームで3カード9試合、オリックスもスカイマークを中心に兵庫県内で22試合開催した。
また甲子園では2007年秋から2010年春まで、各年10月から翌年3月までのオフシーズンを工期として大規模な改修工事が実施された。阪神はこれに伴って甲子園が閉鎖される工期の間は、主催試合をスカイマークと大阪ドームの2球場で行う方針を定めた。第1期工事の2007年は9月中に主催公式戦の全日程を終了し、またクライマックスシリーズも第1ステージで敗退したため、結局両球場を使用する機会はなかった。第2期工事の2008年は主催公式戦の予備日程1試合をスカイマークで、CS第1ステージを大阪ドームでそれぞれ開催した。なお第3期工事の2009年は工事の工法が変更され、施工は主にスタンドの外周部で行われたため、甲子園で公式戦最終戦〜ポストシーズンが開催可能な以前の状態に戻った。

## 保護地域の変更例

### 球団合併
| 合併年度 | 球団                       | 球団   | 球団                 | 球団     | 球団                     | 球団          | 備考     |
| 合併年度 | 合併元球団                 | 本拠地 | 解散球団             | 本拠地   | 合併後球団               | 新本拠地      | 備考     |
| -------- | -------------------------- | ------ | -------------------- | -------- | ------------------------ | ------------- | -------- |
| 1953年   | 大洋ホエールズ             | 山口県 | 松竹ロビンス         | 京都府   | 大洋松竹ロビンス         | 大阪府        |          |
| 1957年   | 大映スターズ               | 東京都 | 高橋ユニオンズ       | 神奈川県 | 大映ユニオンズ           | 東京都        |          |
| 1958年   | 毎日オリオンズ             | 東京都 | 大映ユニオンズ       | 東京都   | 毎日大映オリオンズ       | 東京都        | 変更なし |
| 2005年   | オリックス・ブルーウェーブ | 兵庫県 | 大阪近鉄バファローズ | 大阪府   | オリックス・バファローズ | 兵庫県 大阪府 | 上述参照 |

### 本拠地移転
| 移転年度 | 球団名                                          | 移転元   | 移転先   | 備考 |
| -------- | ----------------------------------------------- | -------- | -------- | ---- |
| 1955年   | 洋松ロビンス→大洋ホエールズ                     | 大阪府   | 神奈川県 |      |
| 1974年   | ロッテオリオンズ                                | 東京都   | 宮城県   | 1※   |
| 1978年   | ロッテオリオンズ                                | 宮城県   | 神奈川県 |      |
| 1979年   | クラウンライターライオンズ→西武ライオンズ       | 福岡県   | 埼玉県   |      |
| 1989年   | 南海ホークス→福岡ダイエーホークス               | 大阪府   | 福岡県   |      |
| 1992年   | ロッテオリオンズ→千葉ロッテマリーンズ           | 神奈川県 | 千葉県   |      |
| 2004年   | 日本ハムファイターズ→北海道日本ハムファイターズ | 東京都   | 北海道   | 2※   |

1※ 1973年から実質的には宮城球場を専用球場として使用していたが、1973年は保護地域が東京都のままだったので公式には「準フランチャイズ」とされた（東京都を本拠地にすることを前提に試合日程が作成されたが、都内で本拠地として使用できる球場が見つからなかった）。同年のシーズン終了後、正式に保護地域を宮城県に移すが、東京近郊に新しい専用球場ができるまでのつなぎという意味合いから球団事務所は従来どおり東京都に置いていた。なお1974年にリーグ優勝した際、日本シリーズの主管3試合は宮城球場ではなく後楽園球場で開催された。これに関する詳細はジプシー・ロッテを参照。
2※ 2004年の本拠地移転後も東京ドームで主催試合を毎年3、4カード開催しているが、年により試合数が異なる場合がある。詳細は北海道日本ハムファイターズ#本拠地移転後の東京ドームの公式戦を参照。

## エピソード
- 戦前の1943年に福岡県の西日本鉄道を親会社とする「西鉄軍」というチームがあったが、戦前のプロ野球にはフランチャイズ制がなかったため、公式戦が九州で行われることはなかった。オープン戦は各地で盛んに行われ、1940年には全球団が遠征して満州で公式戦をやり、1942年には北海道でも公式戦が開催されたが、ついに九州では戦前にプロ野球の公式戦が開催されることはなかった。九州で初めて公式戦が行われたのは、戦後の1946年8月16日、熊本市水前寺野球場に於けるゴールドスター×グレートリング戦。なお、四国での初めての公式戦は1947年8月9日に徳島西の丸球場で行われた中日ドラゴンズ×太陽ロビンス戦[5]である。
- 1956年10月に開催された西鉄ライオンズ対阪急ブレーブス戦は、西鉄がパ・リーグ優勝を賭けて臨む一戦だった。しかし、この試合は当時西鉄の本拠地だった福岡市の平和台球場ではなく、東京都文京区の後楽園球場で開催された。これは直後に日本シリーズを控えており、第1戦はセ・リーグ優勝の巨人の本拠地である後楽園で開催されることになっていたため、ゆえに平和台で試合を行うのは日程や移動の問題などから困難と判断されたものである。
- 1973年10月13日に後楽園球場で開催された日拓ホームフライヤーズ対太平洋クラブライオンズのダブルヘッダーは、第1試合は後楽園を本拠とする日拓ホームの主催で開催されたが、第2試合は太平洋クラブの主催で開催された。これは当時パ・リーグが2シーズン制で過密日程であったことや交通網も現在ほど発達していなかったという事情の他、移動経費を軽減するための措置だったとも言われている。
- ライオンズは福岡に本拠地を置いていた頃は専用球場だった平和台球場だけでなく、北九州市小倉球場（現：北九州市民球場）でも準本拠地として使用したことがあるが、1965年は平和台と小倉でそれぞれ35試合ずつ（当時公式戦140試合なのでホームは70試合）の主催試合を行っている。これも2006年のオリックス（大阪ドーム、スカイマーク）と同様、専用球場の規定ぎりぎりである。
  - 埼玉移転後は、ごく初期のころ平和台で準本拠地的に1981年まで主催試合を開催したが、1982年から1986年と1989年から1992年までは西武ライオンズ球場以外での主催試合を行わなかった。その後1993年から地方での興行を積極的に行い、静岡県、愛知県（ナゴヤドーム）、北海道（札幌市円山球場）、群馬県（群馬県立敷島公園野球場）などで開催してきたが、2008年から地域密着という観点で埼玉県営大宮公園野球場で年3試合開催し、一時期は埼玉県外での主催試合は組まなかったこともある。2018年4月17日には、東京ドームで初めての主催ゲームを行った。
- ダイエーが1988年秋に南海ホークスを買収する際、移転先の平和台球場に加えて、グリーンスタジアム神戸[4]でも一部の主催試合を開催する構想を持っていた。これはダイエーの本社が兵庫県神戸市にあることが理由であったが、元来兵庫県を保護地域としていたオリックスと阪神の了解を得られなかったために断念した。ただしオリックスはダイエーの意向を汲み、翌1989年の対ダイエー戦は13試合全てグリーンスタジアム神戸で開催する日程を編成した。しかし実際には2試合が雨天中止となり、その振り替え分は当時の専用球場だった阪急西宮球場で開催した。なお、ダイエーの後身にあたるソフトバンクは2014年8月18日に南海時代以来26年ぶりに関西圏（京セラドーム大阪）で主催試合（対西武戦）を開催した。
- 阪神は1995年1月17日に発生した阪神・淡路大震災の際、本拠地の阪神甲子園球場がスタンドを一部損傷する被害を受けた。また観客の交通手段が確保できない恐れが生じ、さらに被災地域の復旧作業を妨げないよう配慮する必要などから、兵庫県内で予定されていた主催のオープン戦の一部を日本生命球場や当時近鉄の本拠地だった藤井寺球場に振り替えて開催する措置が執られた。
- 1999年6月に開催されたオリックス対ダイエーの3連戦は、オリックスの主催ながらダイエーの本拠地である福岡ドームで開催された。これは当時オリックスの本拠地だったグリーンスタジアム神戸が屋外であるため、梅雨期に試合消化が難しくなることを懸念したオリックスがダイエーの承諾を得て実施に移したものであった。ベンチは通常のダイエー主催試合と同様にオリックスが三塁側、ダイエーが一塁側を使用し、ダイエーが勝利した試合ではヒーローインタビューや花火の打ち上げも行うなど、通常の福岡ドームでの試合とほぼ同様の演出が行われたが、オリックスファンからは「観客収入による営業面を優先させた」という辛辣な批判も出た。なお、この3連戦の平均動員数は26,000人で、通常のダイエー主催試合の約半分強にとどまるなど営業的には成功とはいえず、同カードの福岡開催は同年限りとなった。
- 2003年8月、阪神甲子園球場での阪神対巨人戦を埼玉スタジアム2002で上映する「パブリックビューイング」を企画したが、埼玉県を保護地域とする西武から他球団の保護地域でイベントを開催する場合の当該球団の承諾がないとして苦情を受けたことがあった（間もなく西武は承諾したため、パブリックビューイング自体は開催されている。ただし、入場者数は見込みを大きく下回るものであった）。その後、埼玉スタジアムでのプロ野球のパブリックビューイングは行われなくなった。
- 2008年5月29日の横浜（現：DeNA）主催の対ソフトバンク戦は、ソフトバンクの保護地域である福岡県内にあり、かつ1989年の本拠地移転以来、準フランチャイズとして主催公式戦を年間数試合開催している北九州市民球場で開催された。2005年にセ・パ交流戦が開始されて以来、交流戦が相手球団の保護地域で開催されたのはこれが初のケース。なお、DeNAは大洋時代に二軍の本拠地が一時期北九州市内にあり、下関時代や川崎時代初期なども北九州市内で頻繁に公式戦を行っていたことなどから北九州は下関同様横浜球団所縁の地である。北九州では通常のソフトバンク主催試合同様に横浜が三塁側、ソフトバンクが一塁側を使用した。また、2011年のオープン戦と2012年の交流戦でも同じカードが開催された。
- 巨人は2009年度まで福岡、大阪、札幌の各ドーム球場で九州、関西、北海道の各シリーズの延長として主催のオープン戦をそれぞれのドーム球場を本拠地としているソフトバンク、オリックス、日本ハムを相手にほぼ毎年行っていた。
- 楽天は2011年3月11日に発生した東日本大震災の際、本拠地の宮城球場が損傷を受けたことから、同年4月の主催試合はほっともっとフィールド神戸と阪神甲子園球場の近畿圏の2球場で開催した。なお、甲子園では2012年も主催試合を開催している[6]。
- ロッテは2006年から10シーズン、本拠地のZOZOマリンスタジアム以外では主催試合を行っていなかったが、2016年に東京都（東京ドーム）で39年ぶり[7]の主催試合を開催した。また、2018年は東京ドームと富山県富山市の富山市民球場アルペンスタジアムで主催試合が開催された。

## 制度導入時の保護地域・専用球場

### フランチャイズ制度暫定導入時（1948年）
1リーグ時代の1948年に、メジャーリーグベースボールに倣って初めてフランチャイズ制度が試験導入されている。導入当初のフランチャイズは以下の通り。
- 読売ジャイアンツ - 後楽園球場
- 金星スターズ - 後楽園球場
- 急映フライヤーズ - 横浜市（後楽園球場）
- 中日ドラゴンズ - 名古屋市（後楽園球場）
- 大陽ロビンス - 京都市（阪急西宮球場）
- 南海ホークス - 大阪市（甲子園球場）
- 大阪タイガース - 甲子園球場
- 阪急ブレーブス - 阪急西宮球場

専用球場の設定、およびそれが所在する都市での営業権の独占が試みられた。現在との違いは「保護地域」「地域保護権」の表現がまだ存在しない点、その単位が都道府県ではなく都市という点、地域ではなく専用球場が中心要素となっている点である。専用球場の定まらなかった急映フライヤーズ（横浜市）・中日ドラゴンズ（名古屋市）・大陽ロビンス（京都市）・南海ホークス（大阪市）には名目上の地域が振り分けられたが、当面の本拠地として使用されたのはカッコ書きの球場である。球場数の少なさから後楽園球場、甲子園球場、阪急西宮球場の3球場全てで球団が重複し、専用球場・営業権の設定ともに有名無実化していた。

### フランチャイズ制度正式導入時（1952年）
1952年のフランチャイズ制度正式導入時における保護地域と専用球場は以下の通り。
| L  | 球団名           | 保護地域 | 専用球場                                 |
| -- | ---------------- | -------- | ---------------------------------------- |
| セ | 読売ジャイアンツ | 東京都   | 後楽園球場                               |
| セ | 国鉄スワローズ   | 東京都   | 後楽園球場                               |
| パ | 毎日オリオンズ   | 東京都   | 後楽園球場                               |
| パ | 大映スターズ     | 東京都   | 後楽園球場                               |
| パ | 東急フライヤーズ | 東京都   | 後楽園球場                               |
| セ | 名古屋ドラゴンズ | 愛知県   | 中日スタヂアム                           |
| セ | 松竹ロビンス     | 京都府   | 衣笠球場、京都市西京極総合運動公園野球場 |
| パ | 阪急ブレーブス   | 大阪府   | 阪急西宮球場                             |
| パ | 南海ホークス     | 大阪府   | 大阪球場                                 |
| パ | 近鉄パールス     | 大阪府   | 藤井寺球場、大阪球場                     |
| セ | 大阪タイガース   | 兵庫県   | 甲子園球場                               |
| セ | 広島カープ       | 広島県   | 広島総合球場                             |
| セ | 大洋ホエールズ   | 山口県   | 下関市営球場                             |
| パ | 西鉄ライオンズ   | 福岡県   | 平和台野球場                             |